# Abu Dhabi Golf Championship
L'Abu Dhabi Golf Championship est tournoi professionnel de golf du Tour européen PGA.

## Histoire
Fondé en 2006, il est issu de la volonté du circuit européen de s'installer sur d'autres territoires que l'Europe, l'Asie notamment. Par contre, au contraire de nombreux tournois de ce continent, il ne fait pas également partie du circuit asiatique (Asian Tour).

## Palmarès
| année                            | Vainqueur                   | Nationalité                 |
| Abu Dhabi Golf Championship      | Abu Dhabi Golf Championship | Abu Dhabi Golf Championship |
| -------------------------------- | --------------------------- | --------------------------- |
| 2006                             | Chris DiMarco               | États-Unis                  |
| 2007                             | Paul Casey                  | Royaume-Uni                 |
| 2008                             | Martin Kaymer               | Allemagne                   |
| 2009                             | Paul Casey                  | Royaume-Uni                 |
| 2010                             | Martin Kaymer               | Allemagne                   |
| Abu Dhabi HSBC Golf Championship |                             |                             |
| 2011                             | Martin Kaymer               | Allemagne                   |
| 2012                             | Robert Rock                 | Royaume-Uni                 |
| 2013                             | Jamie Donaldson             | Royaume-Uni                 |
| 2014                             | Pablo Larrazábal            | Espagne                     |
| 2015                             | Gary Stal                   | France                      |
| 2016                             | Rickie Fowler               | États-Unis                  |
| 2017                             | Tommy Fleetwood             | Angleterre                  |
| 2018                             | Tommy Fleetwood             | Angleterre                  |
| 2019                             | Shane Lowry                 | Irlande                     |
| 2020                             | Lee Westwood                | Angleterre                  |
| 2021                             | Tyrrell Hatton              | Angleterre                  |
| 2022                             | Thomas Pieters              | Belgique                    |
| 2023                             | Victor Pérez                | France                      |